# Università statale del Michigan
L'Università statale del Michigan (in inglese Michigan State University) è un'università statunitense di East Lansing, nel Michigan.
È stata fondata nel 1855 durante la presidenza di Franklin Pierce ed è stata un'istituzione pioniera che è servita come modello per le future università degli Stati Uniti. È considerata una delle migliori università degli USA ed uno dei migliori istituti di ricerca del mondo. Fa parte dell'Association of American Universities.
Dopo la seconda guerra mondiale l'università ha conosciuto un forte incremento nel numero di studenti, arrivando oggi a contare circa 42 000 studenti, facendo della MSU l'ottava università del Paese.
La squadra di pallacanestro della Michigan State University, i Michigan State Spartans, milita nella Big Ten Conference della Division I del campionato di pallacanestro della NCAA sin dall'anno della loro fondazione avvenuta nel 1898. Attualmente la squadra è considerata una delle migliori della NCAA.